# فرد برينكمان
فرد برينكمان (بالإنجليزية: Fred Brinkman)‏ هو مهندس معماري أمريكي، ولد في 23 نوفمبر 1892 في سبوكين في الولايات المتحدة، وتوفي في 8 أكتوبر 1961 في مقاطعة فلاتهيد في الولايات المتحدة.